# Свічка запалювання
Свічка запалювання — це пристрій системи запалювання бензинового ДВЗ, що слугує для створення іскрового проміжку в колі високої напруги з метою запалювання робочої суміші в циліндрі двигуна.

## Загальний опис
Свічка запалювання була винайдена у 1860 році Джоном Ленуаром і з того часу не зазнала значних зовнішніх змін. Вона являє собою пристрій, що складається із двох електродів, розташованих всередині циліндра двигуна. Висока напруга, що забезпечується системою запалювання призводить до виникнення іскри між цими електродами, яка і запалює паливо-повітряну суміш. Свічка запалювання працює у високотемпературних умовах. Температура в камері згоряння може досягати 2500 °C, а тиск 50 атмосфер.

## Будова

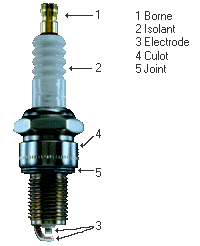
Елементи свічки запалювання:1.Гайка виводу центрального електрода; 2.Ізолятор; 3.Центральний та боковий електроди; 4.Корпус; 5.Ущільнююче кільце.

Свічка запалювання складається із трьох основних компонентів: корпуса, електродів та ізолятора. Для герметизації свічки щодо центрального електрода використовують термоцемент(NGK, Champion), або струмопровідний склогерметик(Bosch). У сучасних свічках тепловий конус ізолятора виходить за торець нижньої частини корпусу, завдяки чому він краще охолоджується під час впуску холодної суміші і тепловий діапазон свічки розширюється. Для форсованих двигунів використовують свічки, центральний електрод яких виготовлено і покрито нікельхромовою, срібною чи платиновою оболонкою

### Корпус
Корпус свічки виготовляється із сталі та має різьбу для вкручування у головку блока циліндрів та шестигранник для спеціального «Свічного» ключа. Поверхня корпусу нікелюється для запобігання корозії. На корпус свічки запресовується ізолятор.

### Електроди

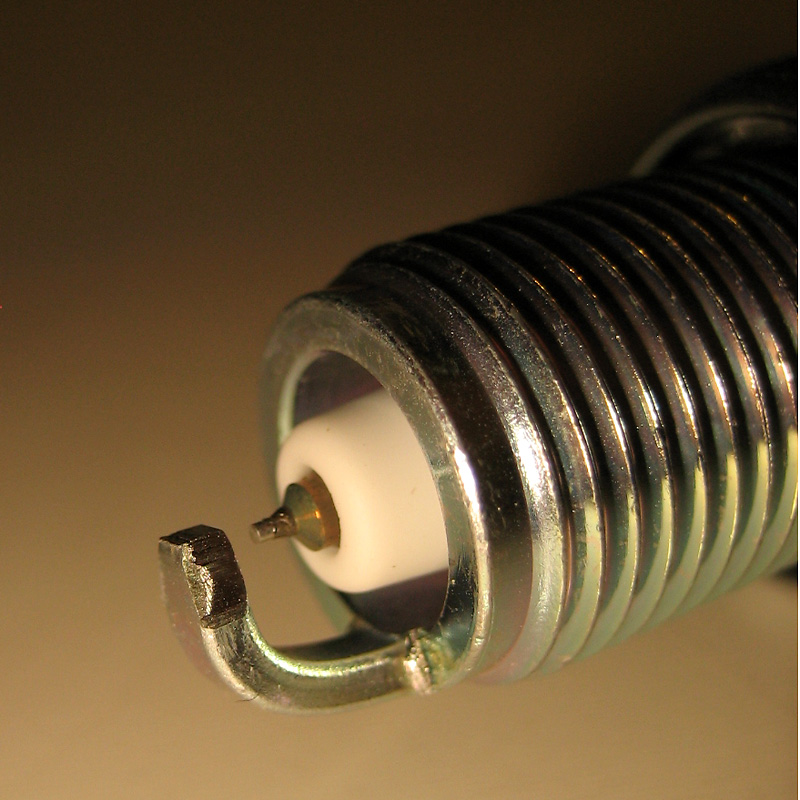
Центральний та боковий електроди

Для забезпечення нормальної роботи свічки важливе значення має матеріал, з якого виготовлені електроди, оскільки вони повинні забезпечувати появу іскри, бути стійкими до високотемпературного режиму у камері згоряння. Матеріалом для виготовлення центрального електроду служить хромотитанова сталь 13Х25ТТ або ніхром Х20Н80; бічні електроди виготовляють із нікель-марганцевого сплаву НИ5. Бічний електрод з'єднаний із стальним корпусом і має зазвичай прямокутний переріз або трапецеподібний.

### Ізолятор
Ізолятор запобігає втратам струму високої напруги з центрального електроду на корпус свічки. Також ізолятор розсіює тепло та частково визначає тепловий режим свічки. Він виготовляється із алюмооксидної кераміки(Al2O3) із спеціальним наповнювачем. Зовнішня частина покривається спеціальною речовиною що запобігає налипанню бруду, який може прискорювати втрати струму. В ізоляторі розташований центральний електрод.

В загальному ізолятор повинен відповідати таким вимогам:
- Механічна стійкість
- Високий опір
- Висока теплопровідність

## Температурний діапазон
При роботі двигуна температура на електродах свічки запалювання сягає 400…800 °C. При температурі нижче 400 °C на електродах залишаються продукти неповного згоряння паливної суміші, а при температурі вище 800 °C відбувається окислення і вигорання електродів. Нагар на тепловому конусі ізолятора зникає(відлущується) після нагрівання його до температури 500 °C. Коли температура перевищить 900 °C виникає «жарове запалювання», при якому відбувається передчасне запалювання паливної суміші. Це призводить до виведення з ладу свічки та прогоряння поршня.

Теплота підведена до свічки відводиться від неї через різні елементи конструкції:
- корпус — 10 %
- ізолятор — 10 %
- центральний електрод — 30 %
- через пальну суміш, яка надійшла в циліндр — 20 %

Діапазон зміни температури для всіх свічок майже однаковий, а теплові умови їхньої роботи на різних двигунах дуже відмінні. Деякі виробники розрізняють свічки для руху у міському режимі та для руху по автомагістралям. У двигунах із високим ступенем стиску, температурний режим роботи більш напружений, тому для таких двигунів потрібні свічки із високою тепловіддачею. Для двигунів із низьким ступенем стиску, в яких температура в камері згоряння нижча, потрібні більш гарячі свічки для того, щоб свічки могли самоочищатися.

Робота свічки запалювання залежить від чотирьох факторів:
- Матеріал, із якого виготовлені електроди свічки. Електроди із мідною серцевиною мають більш високу здатність до тепловіддачі.
- Довжина ізолятора центрального електрода. Довжиною ізолятора вважається відстань від кінця ізолятора до місця, де він з'єднується із тепловивідною поверхнею.
- Довжина на яку виступає ізолятор в середину камери згоряння. Вона з'вязана з ефектом додаткового охолодження пальною сумішшю.
- Відстань від ізолятора центрального електрода до корпуса. Цей параметр є дуже важливим, так як він визначає об'єм у якому циркулюють гази.

Замітка: Сучасні свічки зберігають роботоздатність навіть в тому випадку, якщо при пожежі розплавилась головка блока циліндрів.

## Типи свічок запалювання

### За типом посадкової поверхні
Посадкова поверхня корпуса свічки може бути плоскою(із ущільнюючим кільцем чи шайбою) або конічною.

### Стандартна свічка
Має центральний електрод кінчик якого трішки виступає за площину корпуса. Такі свічки застосовуються на застарілих моделях ДВЗ.

### Свічка із виступаючим ізолятором
Перевагою таких свічок є покращений захист від нагароутворення, тобто ліквідація основної причини жарового запалювання, оскільки температура такої свічки після запуску двигуна піднімається набагато швидше ніж у стандартної. При високих обертах двигуна вона краще охолоджується пальною сумішшю. Цей тип свічок характерний для сучасних автомобільних двигунів.

### Свічка із резистором
Свічка цього типу додатково обладнана резистором до 5кОм, що встановлюється між центральним електродом і накінечником.

### Свічка із кількома боковими електродами

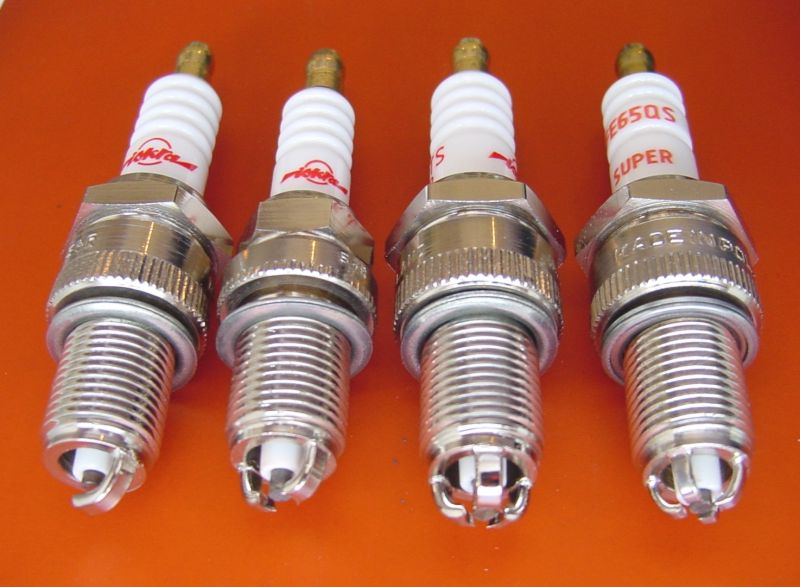
Свічки з одним та кількома боковими електродами

При зношенні свічки іскра «вибирає» найкращий шлях на масу. Виробники, наприклад Bosch, запевняють, що ефективність даного типу свічок запалювання на 60 % вища ніж у звичайної, при цьому слід зазначити що проміжок між боковими і центральним електродами не потребують регулювання.

### Свічки із поверхневим розрядом
Свічки із поверхневим розрядом розроблені для конденсаторних систем запалювання. Дані свічки, порівняно із звичайними, не погіршують своєї роботи при їх забрудненні.

### Ірідієві
центральний електрод свічки покривається тонким шаром цього металу, покращуючи тепловіддачу та довговічність.

## Перевірка свічок запалювання

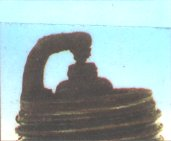
Матово-чорний нагар

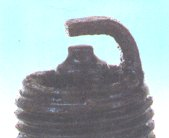
Маслянистий нагар

При правильному регулюванні системи живлення двигуна, відповідності свічки двигуну за жаровим числом і хорошому стані циліндро-поршневої групи тепловий конус ізолятора свічки може мати колір від сіро-жовтого до коричневого.
- Білий колір ізолятора свідчить про дуже збіднену паливну суміш, або про те що свічка за жаровим числом є дуже гарячою.
- Якщо тепловий конус покритий оксамитовим матово-чорним нагаром то пальна суміш занадто збагачена або свічка холодна.
- Якщо нагар маслянистий і щільний, то це свідчить про значне спрацювання циліндропоршневої групи або про те, що підібрана дуже холодна свічка.
- Якщо електрод, особливо центральний, має сильну ерозію чи на тепловому конусі є краплі розплавленого металу, то це означає, що робоча суміш дуже збіднена або негерметично закріплено свічки.